# Waleri Alexejewitsch Tichonenko

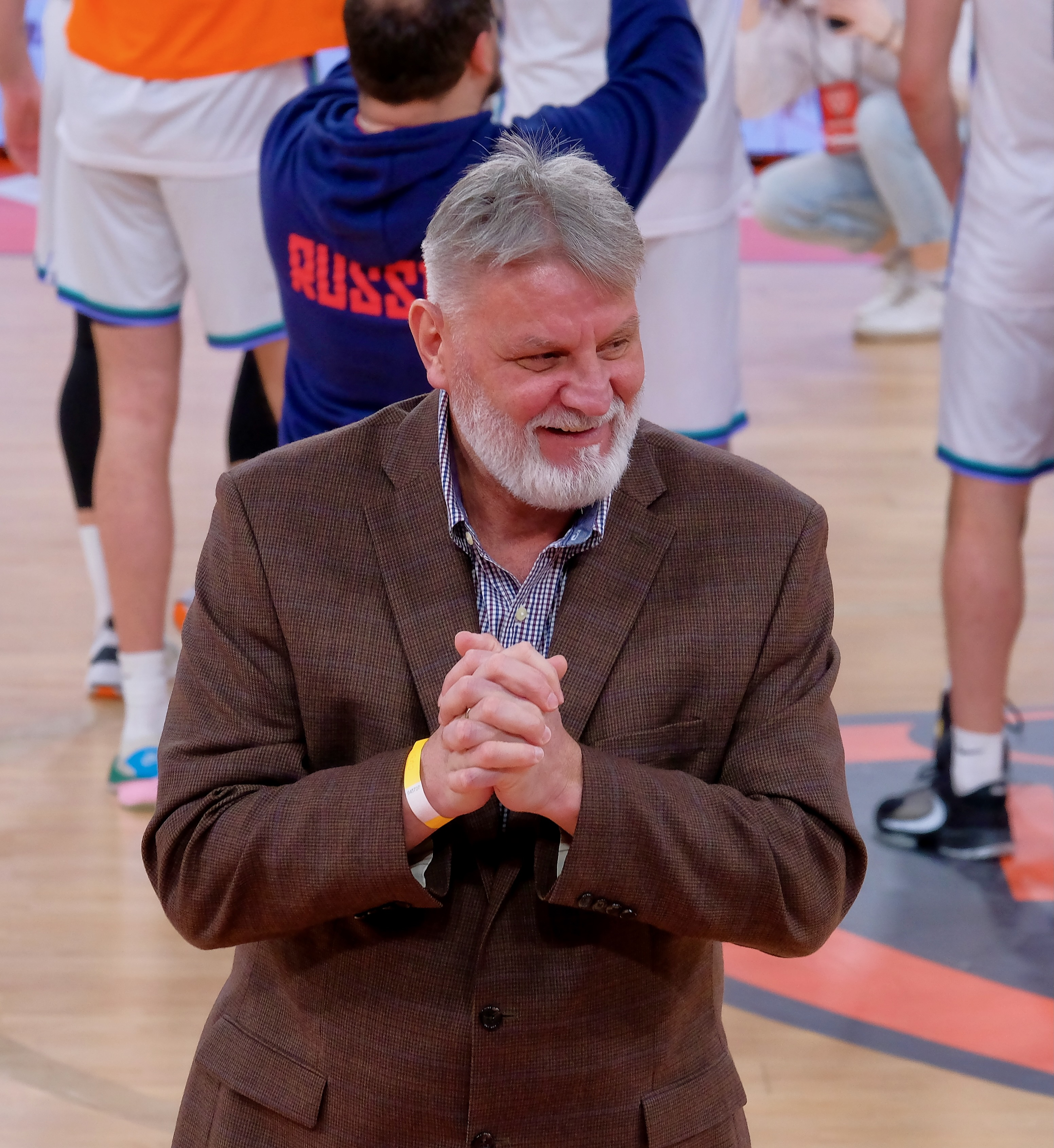
Beim 23. russischen Basketball-Pokals für Herrenmannschaften in Jekaterinburg, März 2024.

 Waleri Alexejewitsch Tichonenko  (russisch Вале́рий Алексе́евич Тихоне́нко; * 19. August 1964 in Angren, Sowjetunion) ist ein russischer Basketballfunktionär, -trainer und ehemaliger sowjet-russischer -spieler. Als Spieler war Tichonenko Nationalspieler der Sowjetunion und des Vereinten Teams bei den Olympischen Spielen, wurde 1988 Olympiasieger, dreimal Vizeweltmeister und 1985 Europameister. Auf Vereinsebene gewann er mit ZSKA Moskau drei russische Meisterschaften. Als Trainer wurde er mit der russischen Nationalmannschaft der Damen Vizeeuropameister 2009. Zurzeit ist er Generaldirektor des kasachischen Clubs BK Astana, der in der VTB United League spielt.

## Karriere als Spieler
Bis zum Ende der Saison 1984 spielte Tichonenko in der Hauptstadt der Kasachischen SSR bei SKA Alma-Ata. Vom legendären sowjetischen Trainer Alexander Gomelski wurde er 1985 zunächst zu ZSKA Moskau nach Moskau und praktisch im gleichen Jahr in die sowjetische Nationalmannschaft berufen. Mit der sowjetischen Mannschaft wurde er 1985 Europameister. Während seiner Zeit bei ZSKA wurde er drei Mal Zweiter der sowjetischen Meisterschaft hinter Žalgiris Kaunas. Obwohl er 1986 von den Atlanta Hawks gedraftet wurde, blieb er in der Sowjetunion und ging 1988 zurück zu seinem Heimatverein nach Alma-Ata. Er führte den Verein aus der Zweitklassigkeit zum dritten Platz in der Meisterschaft 1989. Gleichzeitig blieb er im Kader der Nationalmannschaft und gewann 1988 in Seoul die olympische Goldmedaille in einer Mannschaft mit Arvydas Sabonis und  Rimas Kurtinaitis. Zwei Jahre später, jetzt schon ohne litauische Mitspieler, führte er die sowjetische Mannschaft als Kapitän zum Gewinn der Silbermedaillen bei der WM 1990. Nach der WM wechselte er für die nächsten drei Jahre in die spanische Liga. Er kehrte 1993 nach Russland zurück. Nach einem Jahr beim BK Spartak Moskau ging er für drei Jahre zu ZSK WWS Samara. Zum Abschluss seiner Spieler-Karriere spielte er drei Jahre bei ZSKA, mit dem er drei russische Meisterschaften in Folge gewann.

## Karriere als Trainer
Seine erste Trainerstation war ZSKA Moskau in der Zeit von 2000 bis 2002. Anschließend machte er Trainerpraktika in den USA unter anderen bei den Dallas Mavericks. Nach der Rückkehr nach Russland war er zunächst Assistenz- und anschließend Cheftrainer beim russischen Klub Dynamo Moskau, mit dem er den zweiten Platz der russischen Meisterschaft 2005 erreichte. Anschließend ging er als Trainer zu ZSK WWS nach Samara, wo er bis 2009 blieb. Während dieser Zeit gelang ihm der Gewinn der FIBA EuroCup Challenge 2007. Parallel zu seiner Clubtätigkeit übernahm er 2008 die russische Frauen-Nationalmannschaft, die er 2009 zum zweiten Platz bei der Europameisterschaft führte. 2010 beendete er seinen letzten Trainerjob.

## Karriere als Funktionär
Im Herbst 2010 wurde Tichonenko in seiner zweiten Heimat Kasachstan die Bildung eines Profi-Klubs angetragen. Als Generaldirektor baute er auf Basis von Astana Tigers den Profi Klub BK Astana auf, der im ersten Jahr seiner Existenz den kasachischen Pokal und die kasachische Meisterschaft gewann und einige Achtungserfolge in der VTB United League erzielte.

## Erfolge

### Als Spieler
- Olympiasieger 1988
- Europameister 1985
- WM-Zweiter (3×): 1986, 1990, 1998
- EM-Zweiter: 1987
- EM-Dritter: 1989
- Russischer Meister (3×): 1998, 1999, 2000.
- Zweiter der sowjetischen Meisterschaft (3×): 1985, 1986, 1987.
- Dritter der sowjetischen Meisterschaft: 1989.
- Dritter der russischen Meisterschaft: 1995.

### Als Trainer
- Zweiter der russischen Meisterschaft: 2005.
- Zweiter der Europameisterschaft der Frauen: 2009.